# Mark Looms
Mark Looms (Almelo, 24 maart 1981) is een Nederlands voetbaltrainer en voormalig voetballer. Hij stond onder contract bij Heracles Almelo en NAC Breda. Sinds 1 juli 2025 is hij coach van SV Urk, waar hij een 1-jarig contract tekende. 

## Carrière
Looms werd in de jeugd van AVC Luctor et Emergo opgepikt door FC Twente. In 1998 vertrok hij naar de jeugdopleiding van streekgenoot Heracles Almelo. Daar vanuit stroomde hij in 2000 door naar het eerste elftal van de club uit Almelo. In totaal speelde hij 11 seizoenen voor Heracles. Waarna hij vertrok naar NAC Breda. Door een slepende heupblessure speelde hij in zijn eerste seizoen slechts 8 competitiewedstrijden. Sinds 2014 traint hij de jeugdelftallen van PEC Zwolle.

### Carrièrestatistieken
| Seizoen         | Club            | Land            | Competitie      | Competitie | Competitie | Beker | Beker | Internationaal | Internationaal | Overig | Overig | Totaal | Totaal |
| Seizoen         | Club            | Land            | Competitie      | Wed.       | Dlp.       | Wed.  | Dlp.  | Wed.           | Dlp.           | Wed.   | Dlp.   | Wed.   | Dlp.   |
| --------------- | --------------- | --------------- | --------------- | ---------- | ---------- | ----- | ----- | -------------- | -------------- | ------ | ------ | ------ | ------ |
| 2000/01         | Heracles Almelo | Nederland       | Eerste divisie  | 24         | 2          | 0     | 0     | 0              | 0              | 0      | 0      | 24     | 2      |
| 2001/02         | Heracles Almelo | Nederland       | Eerste divisie  | 17         | 0          | 0     | 0     | 0              | 0              | 0      | 0      | 17     | 0      |
| 2002/03         | Heracles Almelo | Nederland       | Eerste divisie  | 24         | 1          | 1     | 0     | 0              | 0              | 0      | 0      | 25     | 1      |
| 2003/04         | Heracles Almelo | Nederland       | Eerste divisie  | 31         | 1          | 0     | 0     | 0              | 0              | 0      | 0      | 31     | 1      |
| 2004/05         | Heracles Almelo | Nederland       | Eerste divisie  | 30         | 0          | 0     | 0     | 0              | 0              | 0      | 0      | 30     | 0      |
| 2005/06         | Heracles Almelo | Nederland       | Eredivisie      | 23         | 0          | 0     | 0     | 0              | 0              | 1      | 0      | 24     | 0      |
| 2006/07         | Heracles Almelo | Nederland       | Eredivisie      | 22         | 0          | 0     | 0     | 0              | 0              | 0      | 0      | 22     | 0      |
| 2007/08         | Heracles Almelo | Nederland       | Eredivisie      | 30         | 1          | 0     | 0     | 0              | 0              | 0      | 0      | 30     | 1      |
| 2008/09         | Heracles Almelo | Nederland       | Eredivisie      | 31         | 0          | 1     | 0     | 0              | 0              | 0      | 0      | 31     | 0      |
| 2009/10         | Heracles Almelo | Nederland       | Eredivisie      | 33         | 1          | 3     | 0     | 0              | 0              | 2      | 0      | 38     | 1      |
| 2010/11         | Heracles Almelo | Nederland       | Eredivisie      | 31         | 3          | 2     | 0     | 0              | 0              | 2      | 0      | 35     | 3      |
| 2011/12         | Heracles Almelo | Nederland       | Eredivisie      | 25         | 0          | 5     | 0     | 0              | 0              | 0      | 0      | 30     | 0      |
| 2012/13         | NAC Breda       | Nederland       | Eredivisie      | 8          | 0          | 1     | 0     | 0              | 0              | 0      | 0      | 9      | 0      |
| 2013/14         | NAC Breda       | Nederland       | Eredivisie      | 0          | 0          | 0     | 0     | 0              | 0              | 0      | 0      | 0      | 0      |
| Carrière totaal | Carrière totaal | Carrière totaal | Carrière totaal | 329        | 9          | 13    | 0     | 0              | 0              | 5      | 0      | 347    | 9      |

## Erelijst

### MetHeracles Almelo
| Competitie     | Winnaar | Winnaar | Runner-up | Runner-up |
| Competitie     | Aantal  | Jaren   | Aantal    | Jaren     |
| -------------- | ------- | ------- | --------- | --------- |
| Nationaal      |         |         |           |           |
| Eerste Divisie | 1x      | 2004/05 |           |           |
| KNVB beker     |         |         | 1x        | 2011/12   |